# Schweizer Faustballmeisterschaft 1974
Die Schweizer Meisterschaften im Faustball 1974 waren die von der Schweizerischen Faustballkommission (FAKO-CH) ausgetragene  Meisterschaften im Faustball. Die höchste Klasse war die Nationalliga A.
Es wurde eine einfache Runde jeder gegen jeden mit Hin- und Rückspiel gespielt.
Abschlusstabelle:
| Platz | Mannschaft                  | Punkte | Siege | Remis | Niederlagen | Bälle   |
| 1.    | ETV Alte Sektion Zürich (M) | 30:6   | 15    | –     | 3           | 704:506 |
| 2.    | ETV Arbon                   | 24:12  | 12    | –     | 6           | 612:543 |
| 3.    | ETV Olten                   | 24:12  | 12    | –     | 6           | 622:579 |
| 4.    | KTV Widnau                  | 18:18  | 9     | –     | 9           | 594:580 |
| 5.    | KTV Frauenfeld              | 18:18  | 9     | –     | 9           | 594:588 |
| 6.    | ETV Widnau                  | 18:18  | 9     | –     | 9           | 565:586 |
| 7.    | ETV Niederlenz              | 14:22  | 7     | –     | 11          | 558:596 |
| 8.    | ETV Amicitia Basel          | 14:22  | 7     | –     | 11          | 554:635 |
| 9.    | KTV Diepoldsau              | 10:26  | 5     | –     | 13          | 533:580 |
| 10.   | ETV Luzern-Neuenkirch       | 10:26  | 5     | –     | 13          | 544:687 |

Aus der Nationalliga-A mussten die beiden Letztplatzierten in die Nationalliga-B absteigen.